# Orioles de Baltimore
Pour les articles homonymes, voir Orioles de Baltimore (homonymie).
 Saison 2025 des Orioles de Baltimore
Les Orioles de Baltimore (Baltimore Orioles en anglais) sont une franchise de baseball de la Ligue majeure de baseball situé à Baltimore (Maryland, États-Unis). Ils évoluent dans la division Est de la Ligue américaine. Cette franchise fondée en 1894 à Milwaukee déménage à Saint-Louis en 1902 avant de s'installer à Baltimore en 1954. C'est dans le Maryland que les Orioles remportent leurs titres de vainqueurs des World Series : 1966, 1970 et 1983.

## Palmarès
- Champion de Série mondiale (World Series) (3) : 1966, 1970, 1983
- Champion de la ligue américaine (7) : 1944, 1966, 1969, 1970, 1971, 1979, 1983
- Titres de division (9) : 1969, 1970, 1971, 1973, 1974, 1979, 1983, 1997, 2014
- Meilleur deuxième (3) : 1996, 2012, 2016

## Histoire

### Brewers de Milwaukee (1894-1901)
Les Brewers de Milwaukee sont fondés en 1894. Ils prennent part à la Western League sous la conduite du gérant Connie Mack (1897-1900). La saison 1900 est la meilleure avec la deuxième place du classement général. La Ligue américaine se déclare ligue majeure en 1901, mais sans Connie Mack, parti chez les Athletics de Philadelphia, les résultats des Brewers sont catastrophiques : 48 victoires contre 89 défaites, et la huitième et dernière place du classement.
Depuis 1900, les Brewers évoluent au Lloyd Street Grounds. Ils quittent cette enceinte de la ville de Milwaukee pour s'installer à Saint-Louis. L'annonce du déménagement de la franchise est effectuée à l'occasion du dernier match disputé à Milwaukee, le 12 septembre.

### Browns de Saint-Louis (1902-1953)

Logo (1936-51)

La franchise est rebaptisée Browns de Saint-Louis en référence à l'ancienne équipe de baseball de la ville qui brilla durant les années 1880. Ils s'installent au Sportsman's Park, dont la capacité a été portée à 18 000 places en 1902 puis à 30 500 en 1925. Entre 1920 et 1953, les Browns partagent cette enceinte avec les Cardinals de Saint-Louis, franchise de la Ligue nationale.
Les Browns ratent de peu de remporter leur premier fanion de la Ligue américaine dès 1902. Ils terminent deuxièmes à 5 victoires des Athletics de Philadelphie. En 1922, les Browns échouent à une victoire des Yankees de New York. Malgré ces bons débuts, les rivaux locaux des Cardinals disputent et remportent la Série mondiale avant les Browns (1926).
Les Browns débutent la saison 1944 avec neuf victoires consécutives et enlèvent facilement un fanion de la Ligue américaine en profitant de la baisse de niveau des effectifs en raison de la Seconde Guerre mondiale. Les Browns étaiaent en effet parvenus à garder leurs quatre joueurs de champ intérieur. En Série mondiale, les Browns affrontent leurs voisins des Cardinals. Les Cards s'imposent 4-2.

### Baltimore Orioles (depuis 1954)
Attention à ne pas confondre les actuels Orioles de Baltimore avec les anciennes formations qui portèrent ce même nom. Les premiers Orioles évoluèrent à Baltimore de 1882 à 1899 ; une seconde version des Orioles de Baltimore exista en 1901 et 1902 avant de déménager à New York pour donner naissance aux Yankees de New York. La franchise des Browns de Saint-Louis déménage à Baltimore en 1954. Elle reprend le nom des deux premières formations de la ville.
À Baltimore, la franchise remporte trois séries mondiales (1966, 1970, 1983) et s'incline lors des éditions 1969, 1971 et 1979. Le bon système de formation de l'organisation des Orioles est à la base de ces succès. Cal Ripken, Sr. qui reste responsable des clubs écoles de ligues mineures pendant treize saisons avant de devenir gérant de la franchise en 1987-88, met en place l'Oriole Way : « un entraînement parfait conduit à la perfection » (perfect practice makes perfect!).
En 2012, les Orioles participent aux séries éliminatoires après en avoir été exclus de 1998 à 2011. Ils sont champions de la division Est de la Ligue américaine en 2014, terminant au premier rang pour la première fois depuis 1997. Ils se qualifient à nouveau en éliminatoires à l'automne 2016.
Forcés de jouer dans un stade sans spectateurs en raison des émeutes de 2015 à Baltimore, les Orioles de Baltimore remportent le premier match à huis clos de l'histoire du baseball le 29 avril 2015.

## Effectif actuel
|  |  |  |  |  |  |

## Trophées et honneurs individuels

### Orioles au Temple de la renommée

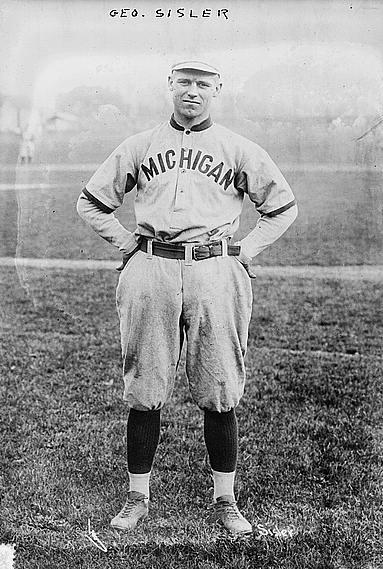
George Sisler

| Browns de Saint-Louis - Jim Bottomley (1936-1937) - Willard Brown (1947) - Jesse Burkett (1902-1904) - Dizzy Dean (1947) - Rick Ferrell (1929-33, 1941-43) - Goose Goslin (1930-1932) - Rogers Hornsby (1933-37, 1952) - Heinie Manush (1928-1930) - Satchel Paige (1951-1953) - Eddie Plank (1916-1917) - Branch Rickey (1913-1915) - George Sisler (1915-1927) - Bill Veeck (1951-1953) - Rube Waddell (1908-1910) - Bobby Wallace (1902-1916) |  | Brewers de Milwaukee - Hugh Duffy (1901) Orioles de Baltimore - Luis Aparicio (1963-1967) - Reggie Jackson (1976) - George Kell (1956-1957) - Eddie Murray (1977-88, 1996) - Jim Palmer (1965-1984) - Cal Ripken, Jr. (1981-2001) - Robin Roberts (1962-1965) - Brooks Robinson (1955-1977) - Frank Robinson (1966-71, 1988-91) - Earl Weaver (1968-82, 1985-86) - Hoyt Wilhelm (1958-1962) - Dick Williams (1961-1962) |

### Numéros retirés

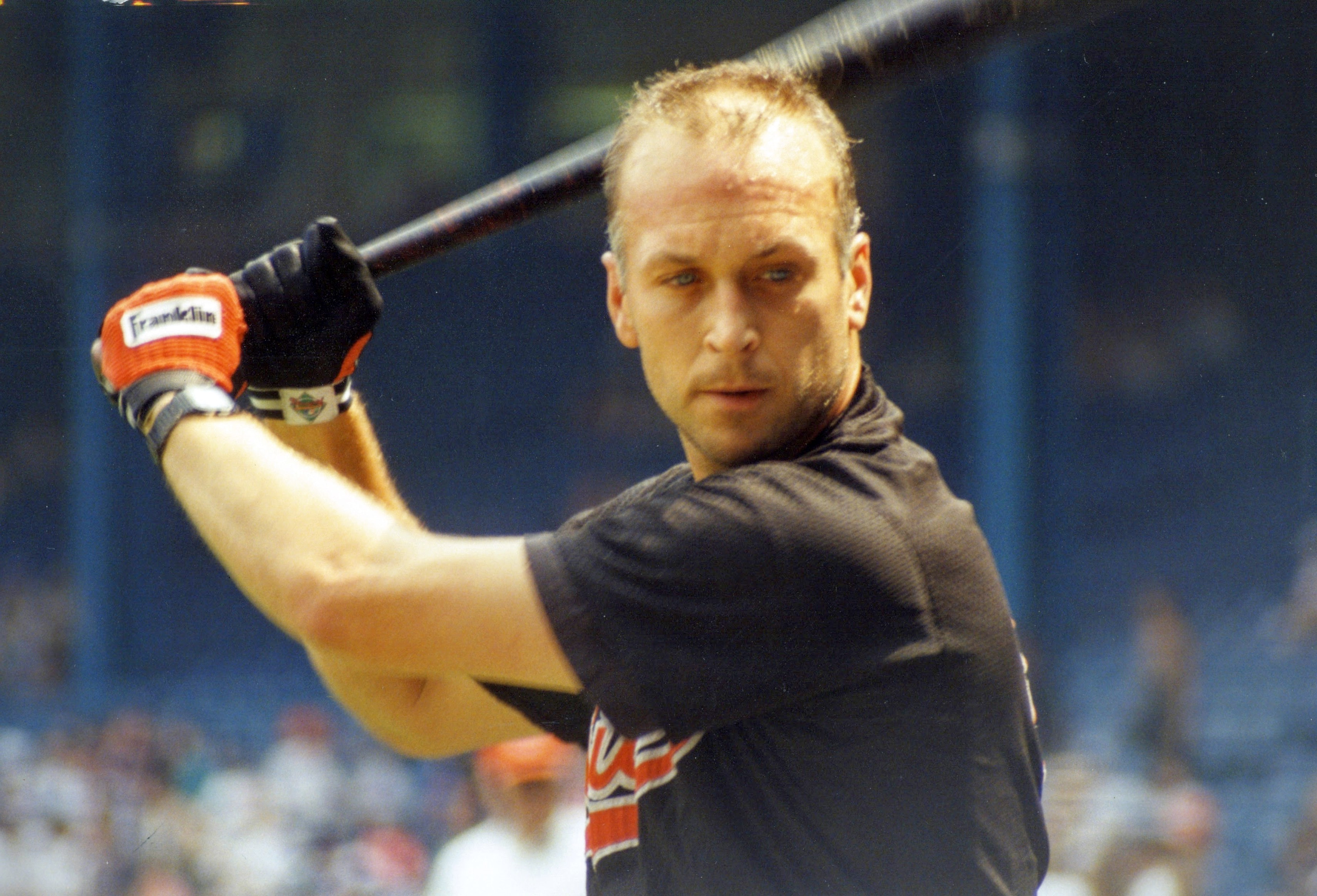
Cal Ripken Jr.

- 4. Earl Weaver, instructeur, manager
- 5. Brooks Robinson, 3e but, instructeur
- 8. Cal Ripken, Jr., arrêt-court, 3e but
- 20. Frank Robinson, champ droit, instructeur, M
- 22. Jim Palmer, lanceur
- 33. Eddie Murray, 1er but, instructeur
- 42. Jackie Robinson, retiré par la MLB

Le numéro 7 de Cal Ripken, Sr. n'a pas été officiellement retiré, mais ce numéro n'a plus été attribué à un joueur des Orioles depuis le décès de Cal Ripken, Sr..

### Autres trophées et honneurs
| Joueur par excellence (depuis 1911) : - George Sisler (1922) - Brooks Robinson (1964) - Frank Robinson (1966) - Boog Powell (1970) - Cal Ripken, Jr. (1983 et 1991) Trophée Cy Young (depuis 1956) : - Mike Cuellar (1969) - Jim Palmer (1973, 1975 et 1976) - Mike Flanagan (1979) - Steve Stone (1980) |  | Gérant de l'année (depuis 1983) : - Frank Robinson (1989) - Davey Johnson (1997) Prix Roberto Clemente (depuis 1971) : - Brooks Robinson (1972) - Ken Singleton (1982) - Cal Ripken, Jr. (1982) - Eric Davis (1997) |  | Recrue de l'année (depuis 1947) : - Roy Sievers (1949) - Ron Hansen (1960) - Curt Blefary (1965) - Al Bumbry (1973) - Eddie Murray (1977) - Cal Ripken, Jr. (1982) - Gregg Olson (1989) |

## Affiliations en ligues mineures

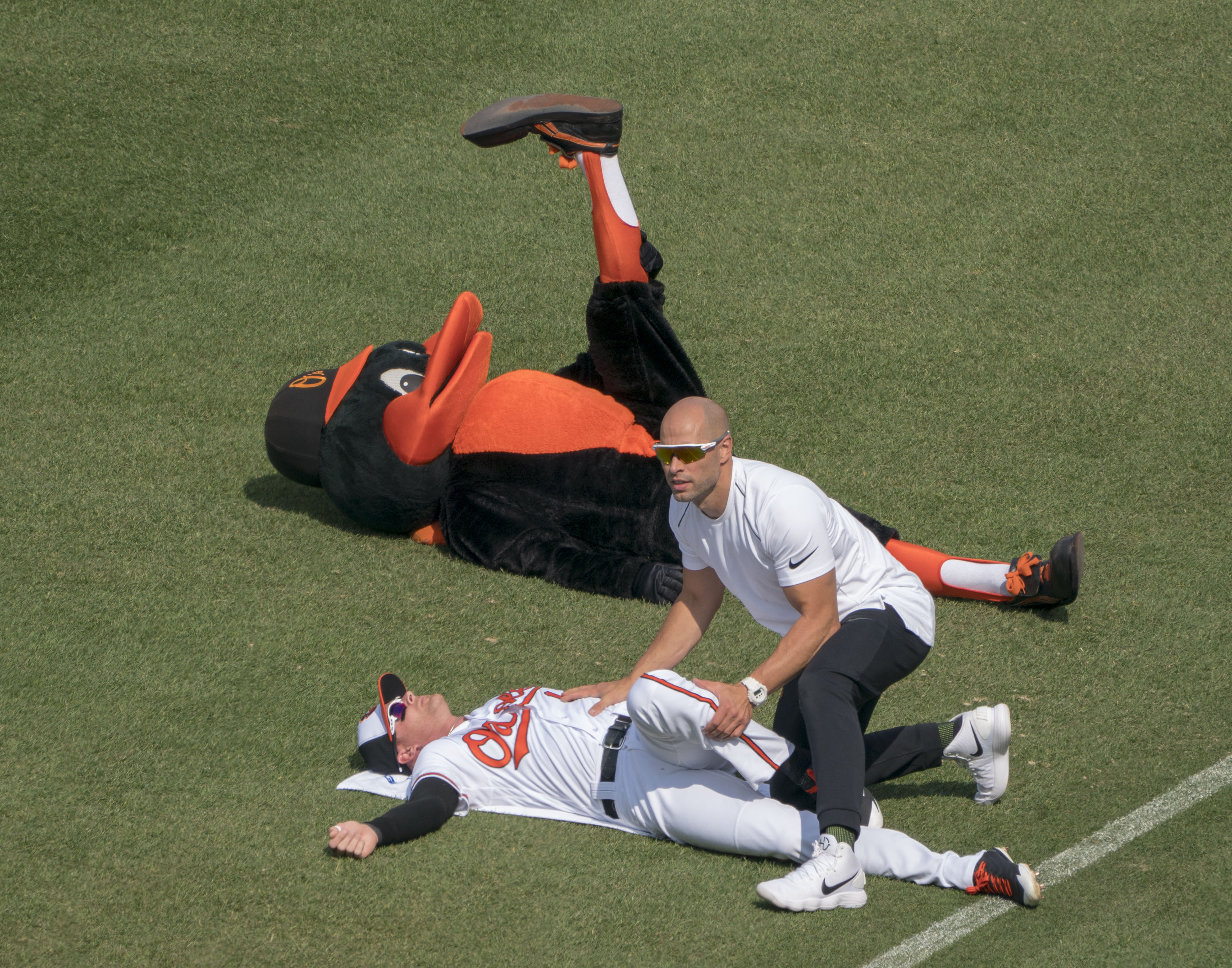
La mascotte des Orioles de Baltimore fait des étirements en 2018.

| Niveau | Franchise              | Ligue                         | Ville      | État                   | Affilié depuis |
| ------ | ---------------------- | ----------------------------- | ---------- | ---------------------- | -------------- |
| AAA    | Tides de Norfolk       | Ligue de la côte du Pacifique | Norfolk    | Virginie               | 2007           |
| AA     | Baysox de Bowie        | Eastern League                | Bowie      | Maryland               | 1989           |
| A+     | IronBirds d'Aberdeen   | South Atlantic League         | Aberdeen   | Maryland               | 2002           |
| A-     | Shorebirds de Delmarva | Carolina League               | Salisbury  | Maryland               | 1997           |
| Rookie | FCL Orioles            | Florida Complex League        | Sarasota   | Floride                | 1991           |
| Rookie | DSL Orioles 1          | Dominican Summer League       | Boca Chica | République dominicaine | 1996           |
| Rookie | DSL Orioles 2          | Dominican Summer League       | Boca Chica | République dominicaine | 2010           |

## Médias
Dans la série télévisée française Serge le Mytho (2016-2017), Serge porte dans tous les épisodes un tee-shirt arborant le logo de l'équipe de Oriole de Baltimore.
Dans le film L'Aile ou la Cuisse (1976) de Claude Zidi, le personnage de Gérard interprété par Coluche porte dans la dernière scène du film un pull-over, numéroté 34, reprenant l'emblème et les couleurs de l'époque des Orioles de Baltimore.